# マイアミゾンビ事件
マイアミゾンビ事件（マイアミゾンビじけん）は2012年5月26日にフロリダ州マイアミのマッカーサー・コーズウェイで発生したマリファナの長期常用者による猟奇的な傷害事件。
英語では「Causeway Cannibal（コーズウェイの食人鬼）」「Miami Zombie（マイアミゾンビ）」と呼ばれている。

## 概要
事件は2012年5月26日、フロリダ州マイアミのマッカーサー・コーズウェイ、マイアミとマイアミビーチをつなぐフリーウェイの脇道で発生した。加害者は全裸で被害者の顔に噛み付いた。被害者は両目（左眼球を抉られ、さらに右目も感染症により失明）、鼻、顔の皮膚の大半を失う重傷を負ったものの、一命を取り留めた。
現場付近にあった防犯カメラが18分に及ぶ犯行の一部始終を撮影しており、事件後にインターネットでその犯行映像が拡散した。

## 事件の原因
当初、加害者は脱法ドラッグのバスソルトを摂取していたと報道された。バスソルトはメフェドロンが主成分であり、米国では急速に流行したためアメリカ国立衛生研究所が注意喚起を行ったという。
だが、バスソルトが原因だとする説は後に否定された。事件から約1カ月後の6月27日にマイアミ・デイドの検死官が公開した検査結果ではマリファナが検出されたのみであり、バスソルトや他のストリートドラッグ、アルコール、処方薬、ドラッグに使用される混ぜ物は検出されなかった。
この事について、薬物規制に対する反対運動の活動家であり、雑誌『リーズン』の編集長であるジェイコブ・サラムは、フォーブスの誌上において「この時には既に1人の警官の憶測だけを根拠に『加害者はドラッグの摂取により犯行に及んだ』とする報道が広まっていた」「この事件が『Shoddy Drug Journalism』とし、つまりドラッグが事件の原因だという誤報に対する教訓になった」との主張を展開した。
しかし検出されたマリファナもドラッグであり、事件の起きたフロリダ州マイアミでは医療用大麻は合法だが嗜好用大麻は違法である。加害者にはマリファナに関連する4回の逮捕歴があった。加害者は普段は礼儀正しい普通の人で周囲の評判もよかったが、マリファナをやめたくてもやめられない精神的依存を起こしており、落ち込みや「もう生きたくない」と友人に漏らすなどもしていた。マリファナの使用は、短期的には妄想や幻覚などの精神病の状態を生じさせ、長期的には統合失調症、うつ病、自殺、認知機能低下、暴力行為などのリスクを上昇させることが示されている。